# پرستش بهار
پرستش بهار (به روسی: Весна священная، به فرانسوی: Le Sacre du printemps، به انگلیسی: The Rite of Spring) یک بالهٔ روس و کنسرت ارکسترال مدرن است که در سال ۱۹۱۳ توسط ایگور استراوینسکی، آهنگساز روس، ساخته شده‌است.
این اثر نخستین بار در ۲۹ مهٔ ۱۹۱۳ در تئاتر شانزلیزه اجرا شد.
«پرستش بهار» گرچه در اصل به عنوان یک اثر صحنه‌ای ساخته شد ولی بعدها به عنوان یک اثر کنسرتی نیز دائما به اجرا درآمد و در نهایت به عنوان یکی از برجسسته‌ترین آثار موسیقی در سده بیستم میلادی به شمار آمد.